# 卡伦·珀西
卡伦·珀西（英語：Karen Percy，1966年10月10日—），加拿大女子高山滑雪运动员。她曾代表加拿大参加1988年冬季奥林匹克运动会高山滑雪比赛，获得女子滑降和女子超级大回转铜牌。